# Nelsonville (Nueva York)
Nelsonville es una villa ubicada en el condado de Putnam en el estado estadounidense de Nueva York y además es su sede de condado. En el año 2000 tenía una población de 565 habitantes y una densidad poblacional de 209.1 personas por km².

## Geografía
Nelsonville se encuentra ubicada en las coordenadas 41°25′28″N 73°56′39″O / 41.42444, -73.94417. Según la Oficina del Censo, la ciudad tiene un área total de 2,7 km² (1 mi²), de la cual 2,7 km² (1 mi²) es tierra y 0 km² (0 mi²) (0%) es agua.

## Demografía
Según la Oficina del Censo en 2000 los ingresos medios por hogar en la localidad eran de $60,000, y los ingresos medios por familia eran $67,778. Los hombres tenían unos ingresos medios de $42,206 frente a los $45,625 para las mujeres. La renta per cápita para la localidad era de $24,853. Alrededor del 7.7% de la población estaban por debajo del umbral de pobreza.